# Эскондидо (Калифорния)
Эскондидо (англ. Escondido, /ˌɛskənˈdiːdoʊ/) — город, расположенный в округе Сан-Диего (штат Калифорния, США) с населением 143 911 человек по статистическим данным переписи 2010 года.

## География
По данным Бюро переписи населения США Эскондидо имеет общую площадь в 95,802 квадратных километров, из которых 95,346 кв. километров занимает земля и 0,456 кв. километров — вода. Площадь водных ресурсов составляет 0,47 % от всей его площади.
Город Эскондидо расположен на высоте 197 метров над уровнем моря.

## Демография
| Год переписи                                       | Нас.   |       | %±     |
| -------------------------------------------------- | ------ | ----- | ------ |
| 1930                                               | 3421   |       | —      |
| 1940                                               | 4560   |       | 33,3%  |
| 1950                                               | 6544   |       | 43,5%  |
| 1960                                               | 16377  |       | 150,3% |
| 1970                                               | 36792  |       | 124,7% |
| 1980                                               | 64355  |       | 74,9%  |
| 1990                                               | 108635 |       | 68,8%  |
| 2000                                               | 133559 |       | 22,9%  |
| 2010                                               | 143911 |       | 7,8%   |
| 2014                                               | 150243 | [ 5 ] | 4,4%   |
| 1930–2014 Источники: 1930-1960 1970-1990 2000 2010 |        |       |        |

### Перепись населения 2010 года
По данным переписи населения 2010 года в Эскондидо проживало 143 911 человек, насчитывалось 45 484 домашних хозяйств. Средняя плотность населения составляла около 1509,4 человек на один квадратный километр.
Расовый состав города по данным переписи распределился следующим образом: 86 876 (60,4 %) — белых, 3585 (2,5 %) — чёрных или афроамериканцев, 8740 (6,1 %) — азиатов, 1472 (1 %) — коренных американцев, 350 (0,2 %) — выходцев с тихоокеанских островов, 36 507 (25,4 %) — других народностей, 6381 (4,4 %) — представителей смешанных рас. Испаноязычные или латиноамериканцы составили 48,9 % от всех жителей (70 326 человек).
Из 45 484 домашних хозяйств в 41,7 % — воспитывали детей в возрасте до 18 лет, 51,7 % представляли собой совместно проживающие супружеские пары, в 13,4 % семей женщины проживали без мужей, в 6,8 % семей мужчины проживали без жён, 28 % не имели семей. 20,9 % от общего числа семей на момент переписи жили самостоятельно, при этом 9,3 % составили одинокие пожилые люди в возрасте 65 лет и старше. Средний размер домашнего хозяйства составил 3,12 человек, а средний размер семьи — 3,57 человек.
Население по возрастному диапазону по данным переписи распределилось следующим образом: 39 778 человек (27,6 %) — жители младше 18 лет, 15 455 человек (10,7 %) — от 18 до 24 лет, 21 603 человек (15 %) — от 25 до 34 лет, 29 057 человек (20,2 %) — от 35 до 49 лет, 22 934 человек (15,9 %) — от 50 до 64 лет и 15 084 человек (10,5 %) — в возрасте 65 лет и старше. Средний возраст жителей составил 32,5 года. Женщины составили 50,5 % (72 615 человек), мужчины 49,5 % (71 296 человек).

### Перепись населения 2000 года
По данным переписи населения 2000 года в Эскондидо проживало 133 559 человек, 31 153 семьи, насчитывалось 43 817 домашних хозяйств и 45 050 жилых домов. Средняя плотность населения составляла около 1400,8 человек на один квадратный километр. Расовый состав Эскондидо по данным переписи распределился следующим образом: 67,82 % белых, 2,25 % — чёрных или афроамериканцев, 1,23 % — коренных американцев, 4,46 % — азиатов, 0,23 % — выходцев с тихоокеанских островов, 4,81 % — представителей смешанных рас, 19,19 % — других народностей. Испаноговорящие составили 38,7 % от всех жителей города.
Из 43 817 домашних хозяйств в 39,1 % — воспитывали детей в возрасте до 18 лет, 53,9 % представляли собой совместно проживающие супружеские пары, 11,7 % в семей женщины проживали без мужей, 28,9 % не имели семей. 22,4 % от общего числа семей на момент переписи жили самостоятельно, при этом 10,1 % составили одинокие пожилые люди в возрасте 65 лет и старше. Средний размер домашнего хозяйства составил 3,01 человек, а средний размер семьи — 3,5 человек.
Население по возрастному диапазону распределилось следующим образом: 29,7 % — жители младше 18 лет, 10,4 % — между 18 и 24 годами, 31,4 % — от 25 до 44 лет, 17,5 % — от 45 до 64 лет и 11 % — в возрасте 65 лет и старше. Средний возраст жителей составил 31,2 года. На каждые 100 женщин в Эскондидо приходилось 98,4 мужчин, при этом на каждые сто женщин 18 лет и старше приходилось 96,1 мужчин также старше 18 лет.
Средний доход на одно домашнее хозяйство в городе составил 42 567 долларов США, а средний доход на одну семью — 48 456 долларов. При этом мужчины имели средний доход в 32 627 долларов США в год против 27 526 долларов среднегодового дохода у женщин. Доход на душу населения составил 18 241 доллар в год. 9,3 % от всего числа семей и 13,4 % от всей численности населения находилось на момент переписи населения за чертой бедности, при этом 17,9 % из них были моложе 18 лет и 5,7 % — в возрасте 65 лет и старше.